# Michel Biot
Pour les articles homonymes, voir Biot.
Michel Biot est un peintre abstrait français, né le 10 mai 1936 à Lyon et mort le 24 avril 2020 à Issy-les-Moulineaux.

## Biographie

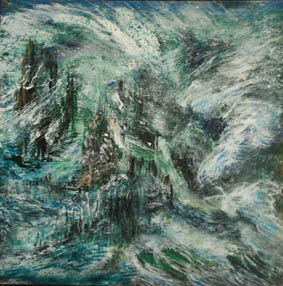
Étude de vagues

Michel Biot naît, onzième de treize enfants, dans une famille où se conjuguent les goûts pour l'art et la philosophie, la recherche médicale et les sciences humaines. Sa mère pratique le violon, sa tante le piano. Dès l’âge de huit ans il dessine les éléments minuscules de la nature, élytres d’insectes, feuillages, humus, ailes de moustique ou de papillons, découvrant les détails infinis grâce à un microscope, et accroche ses gouaches et ses aquarelles dans le salon familial.
Jusque-là « baigné par [ses] parents par la peinture de Maurice Denis et Puvis de Chavannes » il visite en 1950 à Paris une exposition sur les Cubisme au musée d'art moderne et éprouve un choc important.
En 1952, il entre à l’École des beaux-arts de Lyon mais se ressent en opposition avec un enseignement qu'il juge académique et s'intéresse plutôt à la poésie d'Éluard et d'Aragon, la philosophie de Bachelard, les peintures de Bazaine ou Tal Coat. Il suit alors les cours du soir de René Deroudille à l'atelier du Minotaure et ceux d’Henri Maldiney à la faculté des Lettres.

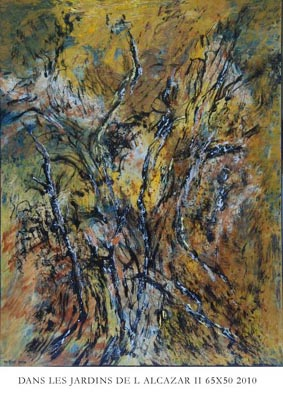
Dans les jardins de l'Alcazar

En 1964, il part au Sahara pour un voyage qui devait durer deux années grâce à un travail d'animateur. Il y découvre d'abord la mer qu'il n'avait jamais vue, puis Alger, la Kabylie, puis « les nuits dans le désert, les marches dans les vents de sable, les levers de soleil dans le froid glacial ».
Michel Biot effectue ensuite son service militaire en Afrique du Nord. La connaissance d'amis kabyles et arabes qui s'engagèrent pour l'indépendance de leur pays l'« empêchèrent de répondre aux directives de la politique française de l'époque » et, se souvient-il, les autorités l'« orientèrent comme instructeur au Maroc, à Ouarzazate ».
En 1959, il s’installe à Paris et travaille dans l’atelier de Robert Lapoujade, théoricien de l’« art engagé », puis séjourne plusieurs mois à la Fondation Daniel Guérin à la Ciotat. À Paris, il rencontre chez le philosophe Jean Wahl, beaucoup d’intellectuels et d’artistes dont Charles Lapicque, Avidgor Arika, Claude Ballif, Michel Butor, Gabriel Marcel, Marcel Brion, Jean d'Ormesson, Vladimir Jankélévitch, Bernard Dorival.
Sa première exposition personnelle est organisée en 1964 à la galerie L’œil écoute à Lyon où il présente surtout des œuvres sur papier et des peintures inspirées de ses souvenirs d'Algérie et du Maroc. En 1969 il expose à la galerie Pierre Domec et reçoit en 1970 le Prix Fénéon.
De 1975 à 1977 il vit en Espagne, où il peindra plus de deux cents toiles. « De nouveau, dans mes yeux, comme au temps de l'Algérie, le feu des forces telluriques. De nouveau dans mes tableaux, le minéral, le dur, le sec, le strié, le géologique, la confrontation de la terre et du ciel. », écrit-il à propos de son séjour en Castille.

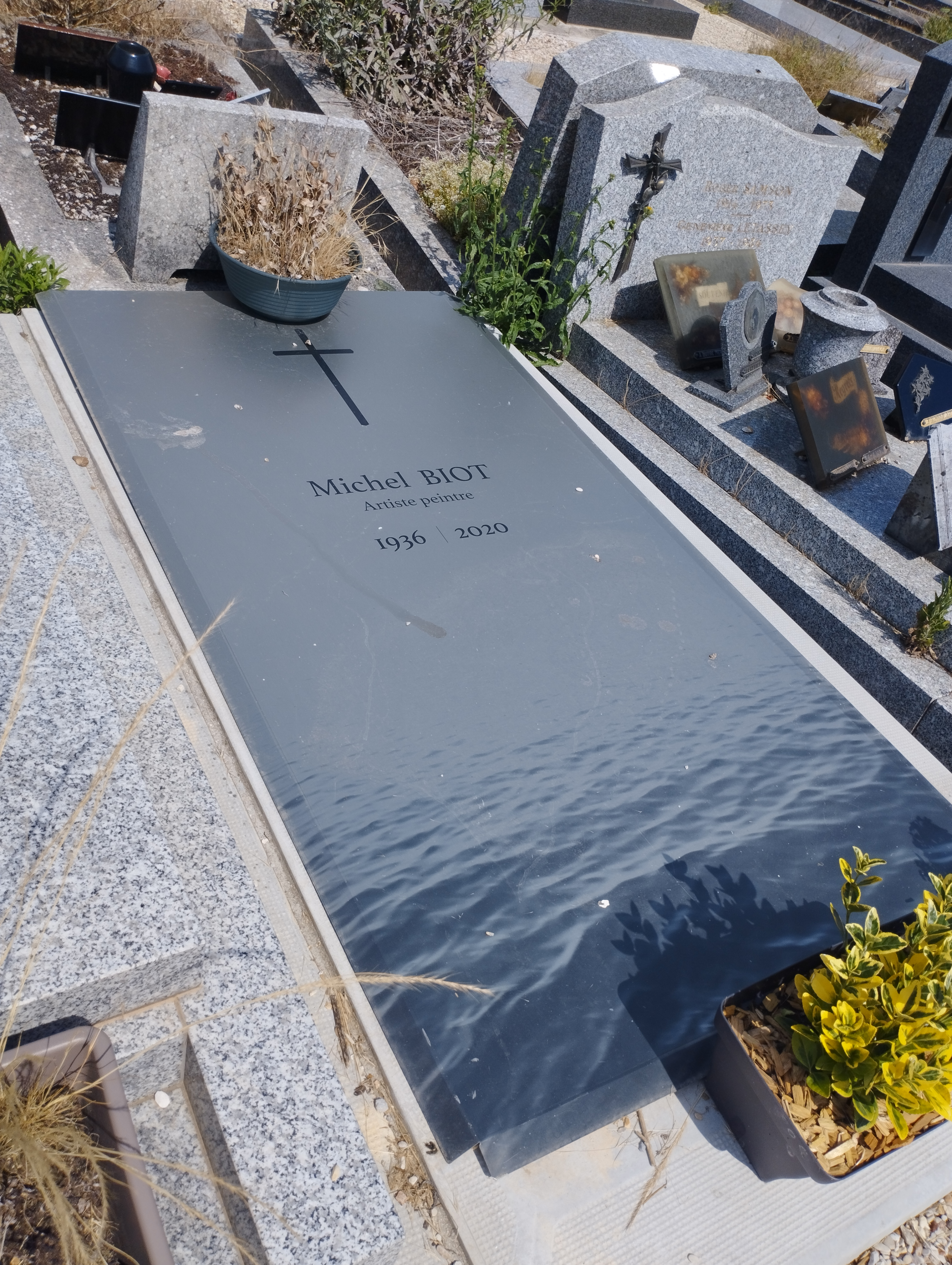
Tombe de Michel Biot au cimetière Pierre-Grenier (division 6) à Boulogne-Billancourt.

De retour en France il s’installe dans un atelier à Boulogne-Billancourt où il vit et peint toujours. Un voyage en bord de Manche lui fait ensuite peindre les séries des « mers étales », des « vagues lentes » et des « silences bleus ». Toujours fortement inspiré par les éléments de la nature, il cherche à en exprimer sur ses toiles les forces intérieures et la vie recluse.
Une rencontre importante dans sa vie de peintre fut, en 1970, celle de Pierre Granville qui a découvert sa peinture grâce à Marcel Brion. Une grande amitié forte faite d’émotions partagées lie les deux hommes. Pierre Granville acquiert plusieurs œuvres pour sa donation au musée des beaux-arts de Dijon.
De nouveaux thèmes s'imposeront par la suite à Michel Biot, nébuleuses, voies lactées et lunes fascinantes, herbes folles ou feux. Certains d'entre eux seront révélés par ses voyages, en Bretagne les vagues, les écumes, les schistes, les algues et les lichens, en Suisse les lumières sur le lac Léman, en Espagne et au Maroc les érosions et les orages, au Mexique et aux Baléares, ou en Jordanie les paysages sous la lune.
Michel Biot a présenté, à partir de 1964, plus de 90 expositions personnelles tant en France qu'à l'étranger.
Il meurt le 24 avril 2020 à Issy-les-Moulineaux à l'âge de 83 ans, et est inhumé au cimetière Pierre-Grenier (division 6) à Boulogne-Billancourt (Hauts-de-Seine).

## Commentaires sur son œuvre

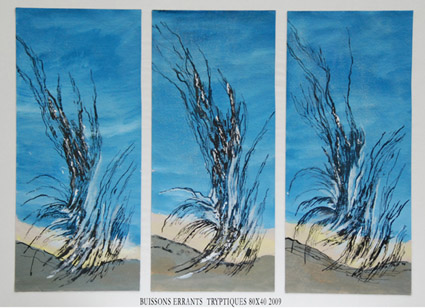
Buissons errants triptyque

Les éléments naturels sont prépondérants dans sa peinture : Michel Biot se plaît à jouer avec la texture pour souligner le mouvement. Son attitude face au paysage consiste en une immersion quasi psychique : se laissant emporter par ses impressions lors de voyages, il les retranscrit sur ses toiles.
« Michel Biot n’est ni un peintre abstrait ni un peintre concret, il est au-delà de ces abstractions. Il cherche un point originaire, où le rythme de la matière s’inscrit dans l’œil et la main du peintre et donne à voir, selon le mot célèbre d’Éluard. »
— Jean Wahl

## Récompenses
- 1970 : prix Fénéon, délivré à la Sorbonne.
- 1980 : prix Lubiano à Venise.

## Œuvres dans collections publiques

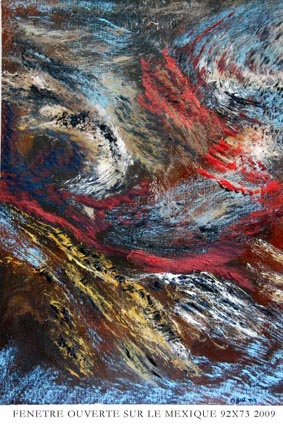
Fenêtre ouverte sur le Mexique

- Musée des beaux-arts de Dijon, donation Granville :
  - L'Homme devant l'infini, 1976[9] ;
  - Le Surplomb de la pierre rouge, 1977[10] ;
  - Les Cicatrices du Ciel, 1977[11] ;
  - Terre d'Espagne, 1978[12] ;
  - Mer et ciel confondus, 1984[13] ;
  - Autre secret, 1985[14] ;
  - Femme-galet, 1985[15] ;
  - La Déferlante, 1985[16] ;
  - La Mer boit la lumière, 1985[17] ;
  - Le Léman, 1986[18].
- Musée des beaux-arts de Rouen.
- Musée des beaux-arts de Bordeaux.
- Musée[Lequel ?] de Boulogne[Lequel ?].
- Musée de la main, Lausanne.
- Musée de Tirana.
- Musées de Sao-Paulo, Nassau, San Francisco, Bruxelles.

## Illustrations
- Pierre Granville, Histoires vraies ou légendaires, Éditions SIC
- D.H. Lawrence, L’homme qui connut la mort, Éditions Alternatives, Paris, 2001
- Anne Tiddis, La maison des brumes, Éditions Alternatives, Paris, 2003